# ناقوس تزار
ناقوس تزار (به روسی: Царь–колокол) ناقوسی قدیمی ساخته شده در امپراتوری روسیه است که امپراتریس آنا دستور ساخت آن را داد. ناقوس تزار پس از رخ دادن یک آتش‌سوزی ترک خورد و هرگز نواخته نشده است. این سازه یکی از جاذبه‌های گردشگری در مسکو است و امروزه در میدان کاخ کرملین برای نمایش در معرض دید بازدیدکنندگان قرار گرفته است. این ناقوس با وزن ۲۰۰ تن، ارتفاع ۶٫۱۴ متر و قطر ۶٫۶ متر، بزرگ‌ترین ناقوس جهان است. تنها قطعهٔ شکسته شدهٔ آن ۱۱٫۵ تن وزن دارد.
حاج سیاح کنشگر و جهانگرد ایرانی دورهٔ قاجار در سفرنامه خود، احتمالاً این سازه را توصیف کرده است.